# Vliegende vleugel

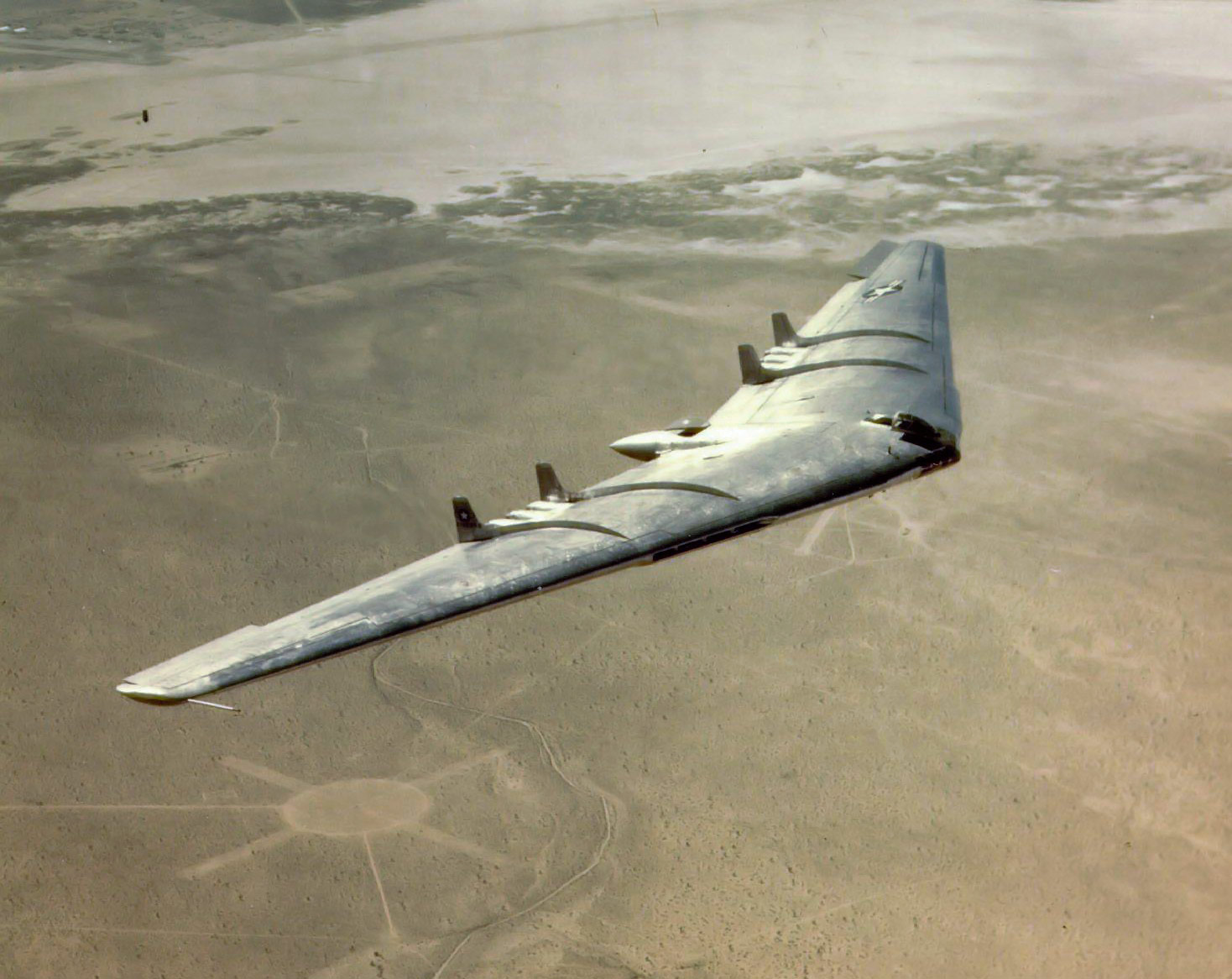
Een Northrop YB-49 vliegende vleugel

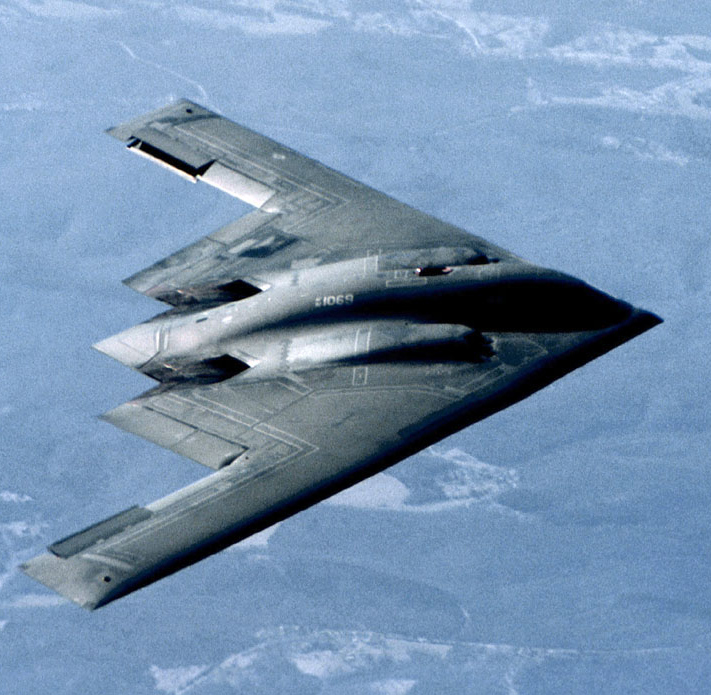
Een B-2 Spirit vliegende vleugel

Een vliegende vleugel is een type vliegtuig dat (nagenoeg) uitsluitend uit een vleugel bestaat, zonder romp en staart. In de meest pure vorm heeft het ook geen verticale stuurvlakken. Motoren, brandstof, vracht en bemanning zijn in de vleugel ondergebracht.
De vliegende vleugel is ontwikkeld omdat dit type geringe luchtweerstand ondervindt, in verhouding tot de lift.

## Stabiliteit
Bij een traditioneel vliegtuig wordt stabiliteit verkregen door naar achter geplaatste stabilisatievlakken (staart), relatief ver achter het zwaartepunt. Bij een vliegende vleugel wordt stabiliteit verkregen door de vleugel een achterwaartse stand te geven (“pijlvleugel”)

## Vluchtcontrole
In de meest pure vorm ontbreekt bij de vliegende vleugel het verticale stuurvlak. Ter linker- of rechterzijde “remmen” van de vleugel is een mogelijke oplossing voor het probleem van een richtingverandering in horizontale zin.

## Geschiedenis
Voor de Tweede Wereldoorlog experimenteerden de Duitse gebroeders Horten met vliegende vleugel- ontwerpen. En in de Tweede Wereldoorlog ontwierpen ze o.a. de Horten Ho 229 vliegende vleugel, gemaakt van hout en voorzien van straalmotoren. Na de Tweede Wereldoorlog werd deze ontwikkeling voortgezet door Amerikaanse bedrijf Northrop, wat leidde tot verschillende bommenwerpers, zoals de Northrop YB-35, welke overigens geen succes werden.

## Stealth
Een bijkomend voordeel van het vliegende vleugel concept was de geringe zichtbaarheid door radar. Verdere ontwikkeling door Northrop op het gebied van stealth leidde tot de B-2 Spirit-bommenwerper.